# Warmen
Warmen est un groupe de power metal mélodique finlandais, originaire d'Espoo. Formé par le claviériste de Children of Bodom, Janne Wirman, Warmen est un groupe instrumental qui mise beaucoup sur les qualités de Janne ; il est considéré comme étant l'un des claviéristes de metal les plus rapides. Bien que Warmen soit un groupe instrumental, certains morceaux comprennent une partie vocale interprétée par des chanteurs invités, tels que Kimberly Goss (Sinergy), Timo Kotipelto de Stratovarius, Pasi Nykänen de Throne of Chaos, et Alexi Laiho de Children of Bodom.

## Biographie

### Débuts (2000–2004)
La première incarnation de Warmen comprend Janne, le guitariste Sami Virtanen et le batteur Mirka Rantanen. Le groupe formé en 2000, enregistre et publie un premier album studio intitulé Unknown Soldier la même année aux côtés de Kimberly Goss (de Sinergy), du guitariste Roope Latvala (aussi Sinergy, ensuite de Children of Bodom) et du bassiste Jari Kainulainen (de Stratovarius).
L'année suivante, le groupe recrute Lauri Porra (plus tard de Sinergy et Stratovarius) et le frère du guitariste Janne, Antti Wirman (de Kotipelto). Aux Warmen Productions Studio, la formation enregistre l'album Beyond Abilities, qui est axé metal progressif, et bien accueilli par la presse spécialisée. L'album fait participer Timo Kotipelto (de Stratovarius), Pasi Nykänen (de Throne of Chaos) et une nouvelle fois la chanteuse Kimberly Goss.

### Accept the Fact(2005–2006)
Leur troisième album, Accept the Fact, est publié en juin 2005 et fait participer Timo Kotipelto, Marko Vaara, Jonna Kosonen et Alexi Laiho de Children of Bodom. Alexi chante sur Somebody's Watching Me. Les paroles de la première chanson, Accept the Fact, sont reprises du film Amadeus.

### Japanese Hospitality(2008–2010)
Le quatrième album de Warmen, Japanese Hospitality, est publié le 24 août 2009 via Spinefarm Records. L'album de 10 chansons comprend deux reprises — Separate Ways, originellement enregistrée par Journey, et Black Cat de Janet Jackson, qui fait participer l'artiste pop/rock finlandaise Jonna Kosonen. L'album fait aussi participer Alexi Laiho (Children of Bodom) et Pasi Rantanen (ex-Thunderstone). Il comprend également une reprise de la chanson Fading Like a Flower de Roxette, qu'ils publieront sur leur page MySpace en novembre 2009.

### First of the Five Elements(depuis 2013)
En juin 2013, le groupe termine le mastering de son nouvel album prévu pour fin d'année. Le 9 juillet 2014, Warmen débute un appel aux dons des fans sur PledgeMusic pour les aider à financer la production de l'album First of the Five Elements.

## Membres

### Membres actuels
- Mirka Rantanen - batterie (depuis 2000)
- Antti wirman - guitare (depuis 2000)
- Janne Viljami Wirman (Children of Bodom) - claviers (depuis 2000)
- Jyri Helko - basse (depuis 2000)

### Anciens membres
- Lauri Porra - basse (2000-2009)
- Sami Virtanen - guitare (2000-2009)

### Membres invités
- Roope Latvala - guitare
- Jari Kainulainen - basse
- Kimberly Goss - chant
- Timo Kotipelto - chant
- Pasi Nykänen - chant
- Alexi Laiho - chant
- Marko Vaara - chant
- Jonna Kossonen - chant
- Ralph Santolla - guitare

## Discographie

### Albums studio
- 2000 : Unknown Soldier
- 2002 : Beyond Abilities
- 2005 : Accept the Fact
- 2009 : Japanese Hospitality
- 2014 : First of the Five Elements
- 2023 : Here For None
- 2025 : Band Of Brothers

### Singles
- 2001 : Alone
- 2005 :  Somebody's Watching Me
- 2005 : They All Blame Me